# CC Sabathia
Carsten Charles Sabathia (ur. 21 lipca 1980) – amerykański baseballista, który występował na pozycji miotacza.

## Kariera
CC Sabathia został wybrany w 1998 roku w pierwszej rundzie draftu z numerem 20 przez Cleveland Indians i początkowo występował w klubach farmerskich tego zespołu między innymi w Akron Aeros, reprezentującym poziom Double-A. W Major League Baseball zadebiutował 8 kwietnia 2001 w meczu przeciwko Baltimore Orioles. W 2001 w głosowaniu do nagrody MLB Rookie of the Year Award w American League zajął 2. miejsce za Ichirō Suzuki ze Seattle Mariners.
W sezonie 2003 po raz pierwszy w karierze wystąpił w Meczu Gwiazd. W 2007 przy wskaźniku ERA 3,21 (5. wynik w lidze), 19 zwycięstwach (2. wynik w lidze), 209 strikeouts (5. wynik w lidze) i 241 rozegranych inningach (najwięcej w lidze) otrzymał nagrodę Cy Young Award dla najlepszego miotacza. W lipcu 2008 w ramach wymiany zawodników przeszedł do Milwaukee Brewers, w którym grał do końca sezonu.
W grudniu 2008 podpisał kontrakt jako wolny agent z New York Yankees. W latach 2009–2010 zwyciężał w klasyfikacji zwycięstw (odpowiednio 19 i 21). W sezonie 2009 w American League Championship Series Yankees pokonali Los Angeles Angels of Anaheim w sześciu meczach, a Sabathia został wybrany najbardziej wartościowym zawodnikiem. W World Series Yankees odnieśli zwycięstwo 4–2 nad Philadelphia Phillies. 3 lipca 2013 po wygranym przez Yankees meczu z Minnesota Twins został 27. miotaczem w historii, który przed ukończeniem 33. roku życia zaliczył 200. zwycięstwo w karierze.
30 kwietnia 2019 w meczu z Arizona Diamondbacks osiągnął pułap 3000 strikeoutów i został siedemnastym miotaczem w historii MLB, który tego dokonał.

## Nagrody i wyróżnienia
| Nagroda/wyróżnienie      | Lata                               | Źródło |
| 6× All-Star              | 2003, 2004, 2007, 2010, 2011, 2012 | [ 3 ]  |
| Zwycięzca w World Series | 2009                               | [ 9 ]  |
| AL Cy Young Award        | 2007                               | [ 7 ]  |
| ALCS MVP                 | 2009                               | [ 9 ]  |
| 3× Warren Spahn Award    | 2007, 2008, 2009                   | [ 12 ] |